# Occidental College
L'Occidental College est une université d'arts libéraux privée, située au nord-est de Los Angeles, en Californie. Elle a été fondée en 1887. Barack Obama y a passé deux ans.

## Historique
En novembre 2015, le syndicat étudiant Oxy United for a Black Liberation dénonce les discriminations racistes latentes de l'administration et demande la démission du président de l'université Jonathan Veitch,.
En septembre 2016, le mémorial du 11 septembre sur le campus est vandalisé. Les 2997 mini-drapeaux représentant le nombre de victimes des attentats du 11 septembre 2001 et décorant le mémorial ont tous été jetés à la poubelle. Les vandales, restés anonymes, ont voulu dénoncer la guerre contre le terrorisme qui résulte des évènements dramatiques du 11 septembre 2001,.

## Personnalités liées à l'établissement

### Étudiants
- Adrianne Wadewitz, encyclopédiste et contributrice majeure de Wikipédia
- George Edward Alcorn Jr., physicien et inventeur
- Lorraine Foster, première femme à détenir un doctorat en mathématiques (Institut de technologie de Californie, 1964)
- Denise Bauer, diplomate
- Marcel Ophüls, cinéaste